# Hermann Nottarp

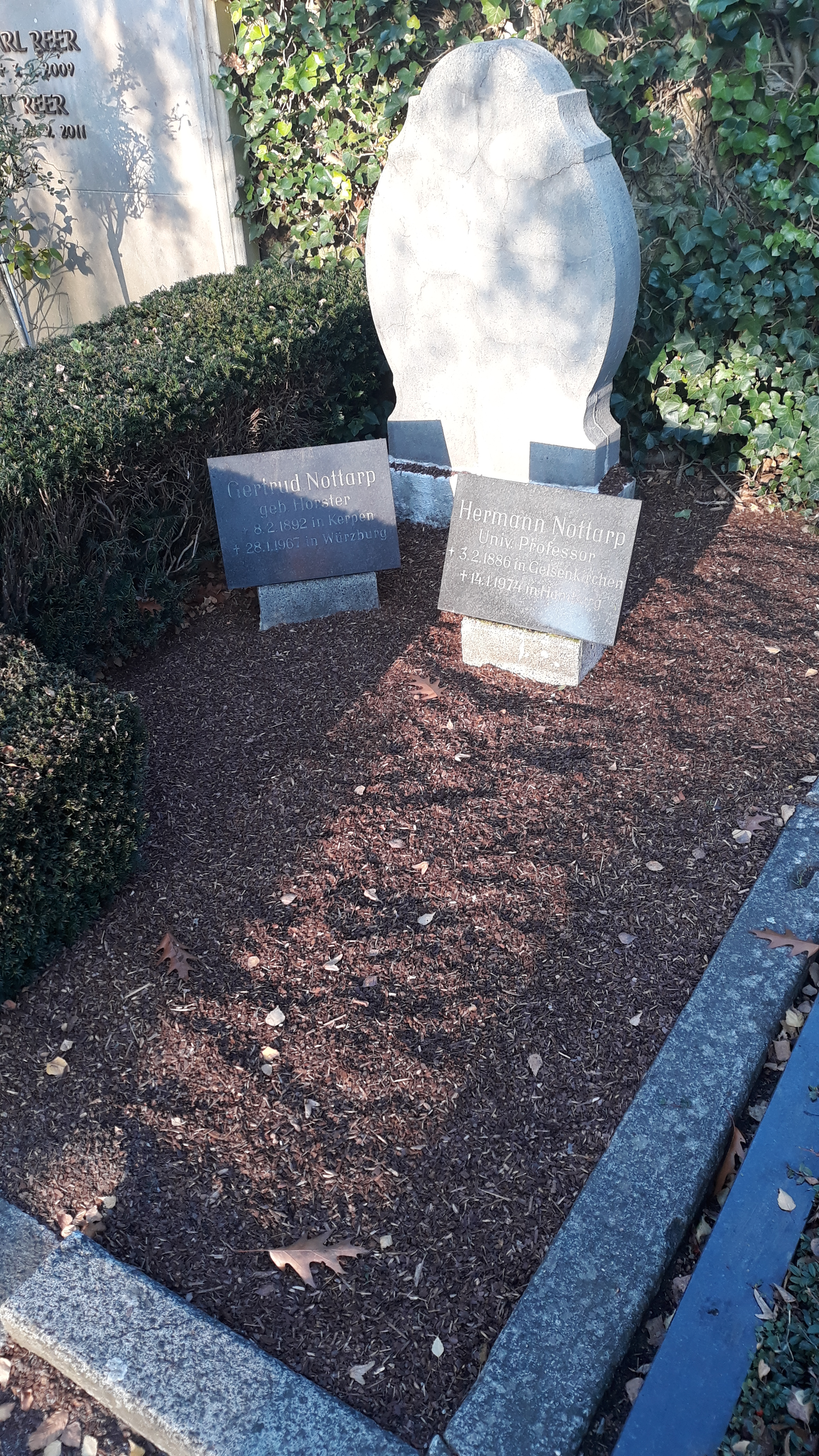

Hermann Nottarp (* 3. Februar 1886 in Gelsenkirchen; † 14. Januar 1974 in Hamburg) war ein deutscher Rechtswissenschaftler.

## Leben
Er studierte an den Universitäten Münster, Straßburg, Bonn und Berlin. 1909 promovierte er bei Aloys Meister in Münster zum Dr. phil. und 1918 zum Doktor der Rechte. Nach den juristischen Staatsexamina (1913 und 1917) wurde er 1925 Ordinarius für deutsche Rechtsgeschichte, bürgerliches Recht sowie Handels- und Kirchenrecht in Königsberg. 1933 wechselte er an die Universität Würzburg.